# Саркосцифа
Саркосци́фа (лат. Sarcoscypha) — типовой род сумчатых грибов семейства Саркосцифовые (Sarcoscyphaceae) порядка Пецицевые. Характеризуется чашеобразным аскокарпом, как правило, красного цвета. Включает около 28 видов из Европы, Северной Америки и тропической Азии. Типичный представитель Sarcoscypha coccinea получил название «алая эльфова чаша» по форме и цвету плодового тела.

## Виды
Род Саркосцифа содержит около 28 видов. Некоторые виды:
- Sarcoscypha austriaca — Саркосцифа австрийская
- Sarcoscypha chudei
- Sarcoscypha coccinea — Саркосцифа алая
- Sarcoscypha dudleyi — Саркосцифа Дадли
- Sarcoscypha emarginata
- Sarcoscypha excelsa
- Sarcoscypha hosoyae
- Sarcoscypha humberiana
- Sarcoscypha javensis
- Sarcoscypha jurana
- Sarcoscypha knixoniana
- Sarcoscypha korfiana
- Sarcoscypha lilliputiana
- Sarcoscypha macaronesica
- Sarcoscypha mesocyatha
- Sarcoscypha occidentalis — Саркосцифа западная
- Sarcoscypha serrata
- Sarcoscypha shennongjiana
- Sarcoscypha vassiljevae — Саркосцифа Васильевой